# Sigulai
Sigulai is een bestuurslaag in het regentschap Simeulue van de provincie Atjeh, Indonesië. Sigulai telt 1196 inwoners (volkstelling 2010).